# Nietupa-Kolonia
Nietupa-Kolonia [ɲeˈtupa kɔˈlɔɲa] est un village polonais de la gmina de Krynki dans le powiat de Sokółka et dans la voïvodie de Podlachie.